# Acornsoft
La Acornsoft era una società di sviluppo software, ramo della Acorn Computers Ltd, e principale editore di videogiochi per il BBC Micro e l'Acorn Electron, home computer prodotti dalla stessa Acorn. Oltre ai videogiochi, la Acornsoft produceva anche un vasto numero di titoli educativi e pacchetti software di utilità.
Benché la maggior parte dei giochi prodotti dall'azienda erano cloni o remake di popolari arcade (per esempio Hopper è un clone di Frogger mentre Snapper lo è di Pac-Man), furono prodotti anche alcuni titoli originali e innovativi per l'epoca, come Revs ed Elite, che lanciarono un nuovo genere di videogiochi.
L'Acornsoft si distinse anche per la pubblicazione di numerose avventure testuali di importanti autori come Peter Killworth, fra cui Philosopher's Quest e Countdown to Doom.
Nonostante la Acorn continuò a pubblicare software per ufficio sotto il nome di Acornsoft per il BBC Master, la Acornsoft fu venduta insieme all'intero catalogo alla Superior Software nel 1986. La Superior ripubblicò molti dei titoli dell'azienda, spesso come parte di raccolte come Play It Again Sam e Acornsoft Hits.